# Simpang Lhee (Kluet Utara)
Simpang Lhee is een bestuurslaag in het regentschap Aceh Selatan van de provincie Atjeh, Indonesië. Simpang Lhee telt 697 inwoners (volkstelling 2010).